# Kyle Shanahan
Kyle Michael Shanahan (Minneapolis, 14 de dezembro de 1979)  é um treinador de futebol americano. Atualmente comanda o San Francisco 49ers, franquia pertencente a National Football League (NFL). Em sua carreira, já atuou como coordenador ofensivo do Atlanta Falcons, Cleveland Browns, Washington Football Team e Houston Texans. Com o Falcons em 2016, ele coordenou o ataque que liderou a liga em pontos marcados e ajudou a equipe a chegar ao Super Bowl LI. Shanahan foi contratado como treinador principal pelos 49ers em 2017, substituindo Chip Kelly. Em sua terceira temporada no comando da equipe, levou a franquia uma aparição no Super Bowl LIV.